# Phaeodema mystacina
Phaeodema mystacina là một loài ruồi trong họ Tachinidae.